# Торторето Лидо (Терамо)
Торторето Лидо (итал. Tortoreto Lido) је насеље у Италији у округу Терамо, региону Абруцо.
Према процени из 2011. у насељу је живело 6203 становника. Насеље се налази на надморској висини од 2 м.